# 해리 포터와 불사조 기사단
《해리 포터와 불사조 기사단》(Harry Potter and the Order of the Phoenix)은 《해리 포터》 시리즈의 다섯 번째 책이다.

## 줄거리
더즐리 집에서의 어느 날, 해리와 두들리는 디멘터 두 마리에게 공격을 당하게 된다. 해리는 머글 앞에서 마법을 사용했다는 이유로 지팡이를 빼앗기고 퇴학을 당할 위기에 처하지만, 덤블도어 교수의 도움으로 청문회 전까지 지팡이 압수와 퇴학을 연기하는 것으로 결정이 난다. 한편, 구태훈 암살단은 더즐리 집에 나타나 해리를 그들의 본부이자, 해리의 대부인 시리우스 블랙의 집이기도 한 그리몰드 광장 12번지로 그를 데려간다. 해리의 친구, 론과 헤르미온느는 구태훈 암살단이 덤블도어 교수가 만든 비밀 조직이며, 볼드모트 경과 그의 추종자, 죽음을 먹는 자들에 대항하는 것이 그들의 임무라는 사실을 말해준다.
청문회에서 덤블도어 교수의 변호로 무죄 판결을 받은 해리는 호그와트로 돌아가게 되고, 그곳에서 마법부 차관인 돌로레스 엄브릿지가 어둠의 마법 방어술 교수로 부임하게 된 것을 알게 된다. 마법부 장관 퍼지와 마찬가지로, 엄브릿지 교수는 볼드모트 경의 부활을 믿지 않고, 세드릭 디고리의 죽음을 '비극적인 사고'라고 말한다. 이에 해리는 엄브릿지에게 반발하고, 그녀의 사무실에서 엄브릿지가 준 펜으로 '나는 거짓말을 하지 않겠습니다'라는 문장을 쓰는 벌을 받게 되는데, 이 펜은 잉크 대신 해리의 피를 사용하는 펜이어서, 해리의 손등에는 그 문장이 새겨진다. 엄브릿지는 또한 학생들에게 어둠의 마법 방어술 수업 시간에 실전에는 전혀 도움이 되지 않는 이론만을 가르치는데, 이는 해리가 론, 헤르미온느 등과 함께 '덤블도어의 군대'를 조직해 그들 스스로 어둠의 마법 방어술을 연습하게 하는 계기가 된다. 이 단체에는 해리의 친구들인 지니 위즐리, 네빌 롱바텀, 루나 러브굿, 초 챙 등이 가입하게 된다. '덤블도어의 군대'는 집요정 '도비'의 도움(영화에서는 도비가 나오지 않는다)으로 필요의 방을 찾아내고, 그곳에서 마법을 연습하게 된다.
어느 날, 해리는 자신이 볼드모트의 뱀, 내기니가 되어서 론의 아버지를 무는 꿈을 꾸게 된다. 해리는 이 사실을 맥고나걸 교수에게 알리고, 그 덕분에 뱀에 물린 론의 아버지가 사람들에게 구조되었다는 사실을 듣게 된다. 덤블도어는 볼드모트와 해리 간의 정신적 연결을 차단시키기 위해 스네이프로 하여금 오클러먼시 수업을 해리에게 가르치게 한다.
한편, 루베우스 해그리드는 새 학기가 시작한지 몇 주가 지나도록 돌아오지 않았는데, 해리와 론, 그리고 헤르미온느는 나중에 해그리드로부터 그가 덤블도어 교수의 명령으로 거인족을 설득하기 위해 파견되었으나, 이는 볼드모트가 거인족을 설득해서 계획이 실패했음을 알게 된다. 엄브릿지는 호그와트 장학사인 자신의 권한을 이용해 호그와트 내에 있는 교수들의 수업을 참관하고, 교수들을 평가하기 시작한다. 해그리드가 쫓겨날 것임이 확실해질 무렵, 해그리드는 해리와 론, 헤르미온느에게 자신이 그의 이복동생, '그롭'이라는 거인을 몰래 데려왔음을 밝힌다. 해그리드는 그들에게 그롭을 잘 돌봐줄 것을 부탁한다.

초 챙의 친구, 마리에타 에지콤은 엄브릿지 교수에게 '덤블도어의 군대' 활동을 폭로하고, 덤블도어는 호그와트를 떠나게 된다. 그의 후임으로는 엄브릿지가 임명되지만, 교장실 문 앞의 석상들은 그녀에게 문을 열어주지 않아서, 엄브릿지는 자신의 사무실을 교장실로 사용해야 했다. 오클러먼시 수업 중, 해리는 스네이프가 자리를 비운 사이 그의 펜시브에서(영화에서는 스네이프의 레질리먼시를 방어하면서 역으로) 그의 아버지, 그리고 시리우스가 스네이프를 괴롭히는 스네이프의 기억을 보게 된다. 이를 봄으로써,  분노한 스네이프는 해리를 즉각 교실에서 내쫓고, 오클러먼시 수업을 더 이상 진행하지 않기로 한다.
O.W.L(표준 마법사 시험)을 치르던 도중, 엄브릿지와 5명의 오러들은 해그리드의 오두막을 급습하지만, 해그리드는 사냥개 팽을 데리고 도망친다. 이 과정에서 해그리드를 보호하려던 미네르바 맥고나걸이 네 명의 기절 마법을 맞고 성 뭉고 병원으로 옮겨진다.
마법의 역사 시험 도중(영화에서는 잠을 자다가), 해리는 시리우스가 마법부의 '미스터리 부서'에서 볼드모트에게 고문을 받는 환상을 보게 되고, 친구들에게 도움을 요청하지만 엄브릿지에게 발각된다. 엄브릿지는 해리에게 불법적으로 고문 저주를 사용하려 하는데, 이 과정에서 엄브릿지가 디멘터 두 마리를 의도적으로 더즐리 집 근처에 풀어놓았다는 것이 드러난다. 해리가 고문을 당하기 직전, 헤르미온느가 엄브릿지에게 자신들이 덤블도어에게 그의 무기가 준비되었다는 사실을 알리려고 했다는 거짓말을 해 해리를 구한다. 해리와 헤르미온느는 엄브릿지를 금지된 숲으로 유인했고, 그곳에서 엄브릿지는 켄타우로스들을 자극해 그들에게 끌려간다.
루나와 지니, 론, 네빌이 해리와 헤르미온느에게 합류하고, 6명은 마법 생물인 세스트랄을 타고 시리우스를 구출하기 위해 마법부의 미스터리 부서로 간다. 그곳에서 해리는 자신의 이름이 쓰여진 구슬을 보게 되는데, 그 안에는 볼드모트와 그에 관한 예언이 담겨 있었다. 드레이코 말포이의 아버지이자 죽음을 먹는 자인 루시우스 말포이는 해리에게 그가 본 환상은 볼드모트에 의해 조작되었음을 말해주고(영화에서는 이 말을 하지 않는다), 예언을 그들에게서 빼앗으려고 한다.
해리와 친구들은 그들이 '덤블도어의 군대' 모임에서 배웠던 모든 마법들을 동원하여 죽음을 먹는 자들에게 맞서 싸우고, 전투 도중 시리우스를 포함한 구태훈 암살단이 이들에게 합류한다. 치열한 전투 도중, 시리우스가 죽음을 먹는 자 벨라트릭스 레스트랭에 의해 사망하고, 해리는 그녀를 추격한다.
해리는 볼드모트와 다시 마주하게 되고, 볼드모트는 그를 죽이려 하지만 덤블도어가 나타나 그를 막는다. 치열한 전투 끝에 볼드모트는 해리의 정신 속에 침투하여 덤블도어가 그를 죽이게 하려고 하지만, 덤블도어는 그렇게 하지 않는다. 그때 퍼지 장관과 그의 측근들이 도착해 볼드모트를 목격하고, 볼드모트는 즉각 모습을 감춘다. 마법부는 마침내 볼드모트가 돌아왔다는 사실을 깨닫게 된다.
덤블도어는 호그와트로 돌아온 후, 해리에게 예언의 내용을 설명한다. 그 예언에 따르면, 볼드모트와 해리는 어느 한쪽이 죽기 전까지는 온전하게 살지 못할 것이며, 어느 쪽이든 반드시 다른 한쪽의 손으로 죽어야 한다는 것이다. 또한, 덤블도어는 해리의 어머니가 해리를 구하기 위해 죽었기 때문에, 해리는 그녀의 사랑의 힘 덕분에 보호받고 있으며, 아직도 그 보호 마법이 해리의 핏줄 속에 흐르고 있다는 사실을 말한다.
또한, 페투니아 이모가 해리를 키움으로써 그 마법을 봉인할 수 있게 되었다는 사실도 설명한다. 그가 더즐리 집에 있는 한, 볼드모트는 그를 해칠 수 없는 것이다.
해리는 자신이 들은 예언에 대한 막중한 책임감과, 그의 대부를 잃은 슬픔을 가지며 더즐리 집으로 다시 돌아간다.

## 장별 제목
| 1. Dudley Demented (디멘터의 공격을 받은 두들리) 2. A Peck of Owls (부엉이 떼) 3. The Advance Guard (전위대) 4. Number Twelve, Grimmauld Place (그리몰드 광장 12번지) 5. The Order of the Pheonix (구태훈 암살단) 6. The Noble and Most Ancient House of Black (고귀하고 유서깊은 블랙 집안) 7. The Ministry of Magic (마법부) 8. The Hearing (청문회) 9. The Woes of Mrs. Weasley (위즐리 부인의 슬픔) 10. Luna Lovegood (루나 러브굿) 11. The Sorting Hat's New Song (마법의 모자의 새로운 노래) 12. Professor Umbridge (엄브릿지 교수) 13. Detention with Dolores (돌로레스와 방과후 남기) 14. Percy and Padfoot (퍼시와 패드풋) 15. The Hogwarts High Inquisitor (호그와트 장학사) 16. In the Hog's Head (호그스 해드) 17. Educational Decree Number Twenty-Four (교육 법령 24조) 18. Dumbledore's Army (덤블도어의 군대) 19. The Lion and the Serpent (사자와 뱀) 20. Hagrid's Tale (해그리드의 이야기) 21. The Eye of the Snake (뱀의 눈) 22. St. Mungo's Hospital for Magical Maladies and Injuries (마법 질병과 상해 치료를 위한 성 뭉고 병원) 23. Christmas on the Closed Ward (격리병동에서의 크리스마스) 24. Occlumency (오클러먼시) 25. The Beetle at Bay (궁지에 몰린 딱정벌레) 26. Seen and Unforseen (본 것과 보지 못한 것) 27. The Centaur and the Sneak (켄타우로스와 밀고자) 28. Snape's Worst Memory (스네이프의 끔찍한 기억) 29. Career Advice (진로 상담) 30. Grawp (그롭) 31. O.W.L.s (O.W.L. 시험) 32. Out of the Fire (위기 탈출) 33. Fight and Flight (싸움과 비행) 34. The Department of Mysteries (미스터리 부서) 35. Beyond the Veil (베일 속으로) 36. The Only One He Ever Feared (그가 두려워하는 단 한 사람) 37. The Lost Prophecy (잃어버린 예언) 38. The Second War Begins (두 번째 전쟁이 시작되다) |